# Julio Alonso Sosa
Julio Alonso Sosa (Tarrasa, Barcelona, 14 de diciembre de 1998) es un futbolista español que juega como lateral izquierdo en la S.D. Huesca de la Segunda División de España.

## Trayectoria
Julio Alonso Sosa se formó en la cantera de la UD San Lorenzo de Terrassa, UFB Jàbac Terrassa y CF Damm. En 2016, firma por el Real Betis Balompié para jugar en su equipo de categoría juvenil "A". El defensa catalán progresó en las categorías inferiores del club sevillano hasta debutar con el Betis Deportivo Balompié en la temporada 2017-18 de la Segunda División B de España, disputando un total de 24 partidos.
En las temporadas 2018-19 y 2019-20, Sosa jugó con el filial verdiblanco en la Tercera División de España. Fue un habitual en el equipo bético, disputando 22 encuentros y anotando dos goles, en la victoria contra el Córdoba B (1-4) y el CD Pozoblanco (0-3). En la temporada 2020-21, tras su regreso con el Betis Deportivo a la Segunda B, registró 23 encuentros.
El 17 de junio de 2021, firma por el Albacete Balompié de la Primera División RFEF por tres temporadas. El 11 de junio de 2022, el Albacete Balompié logró el ascenso a la Segunda División de España, después de vencer en la final de la eliminatoria por el ascenso al Real Club Deportivo de La Coruña por un gol a dos en el Estadio de Riazor. Durante la temporada 2021-22, participó en 33 partidos de liga en los que anotó un gol y jugó un encuentro de Copa del Rey.
El 27 de junio de 2025, llega libre a la S.D. Huesca de la Liga Hypermotion.

## Clubes
| Club                     | País   | Año       |
| ------------------------ | ------ | --------- |
| Betis Deportivo Balompié | España | 2017-2021 |
| Albacete Balompié        | España | 2021-2024 |
| C. D. Mirandés           | España | 2024-2025 |
| S.D. Huesca              | España | 2025-2026 |